# Árni óreiða Magnússon
No confundir con Árni Magnússon, erudito islandés del siglo XVIII
Árni óreiða Magnússon (1180 – 1250) fue el último Allsherjargoði del Althing (asamblea de hombres libres) de Islandia. Tras el capítulo de la guerra civil conocido como Sturlungaöld y la desaparición de la Mancomunidad Islandesa no hubo sustituto. Era sobrino de Guðmundr gríss Ámundason, muy vinculado a su suegro Snorri Sturluson, pues casó con su única hija legítima, Hallbera. También fue escaldo, de su obra sobreviven algunos lausavísur.